# Orvieto (Wein)

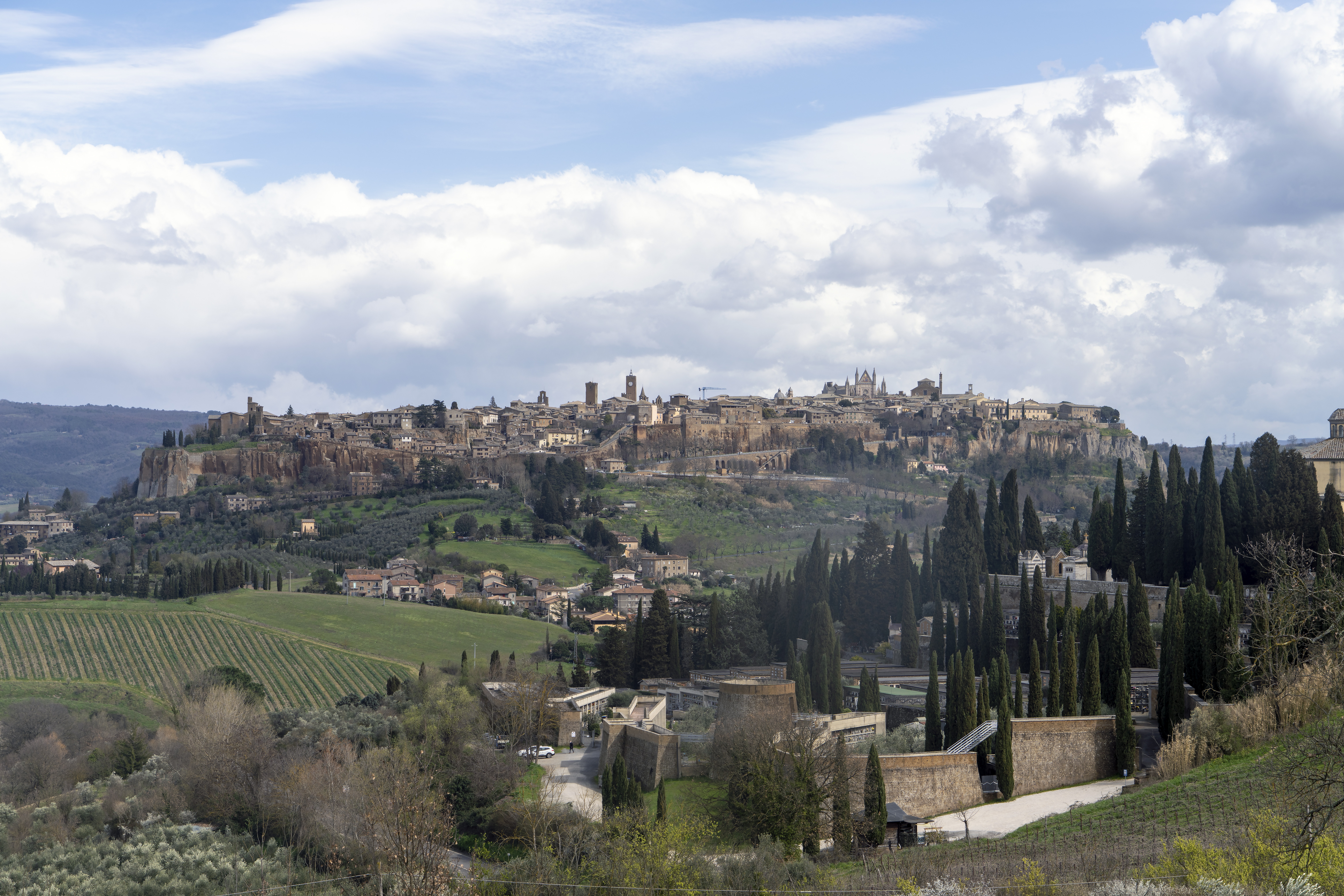
Rebflächen um Orvieto

Der Orvieto DOC ist ein italienischer Weißwein, der in den Provinzen Terni (Region Umbrien) und Viterbo (Region Latium) angebaut wird. Seit 1971 besitzen die Weine den Status einer Denominazione di origine controllata, kurz DOC, die zuletzt am 7. März 2014 aktualisiert wurde. Es ist daher eines der wenigen Weinanbaugebiete in Italien, deren Denomination sich über zwei Regionen erstreckt.
Der Orvieto DOC ist ein beliebter Weißwein, der in den Geschmacksrichtungen trocken, halbtrocken, lieblich und süß angeboten wird. Weiterhin werden die Weintypen „Spätlese“ (‚vendemmia tardiva‘), „Superiore“ und Beerenauslese (‚muffa nobile‘ dt. Edelfäule) angeboten. Der Wein genießt schon lange einen hervorragenden Ruf. Papst Gregor XVI. ordnete beispielsweise in seinem Testament an, nach seinem Tod vor seiner Beisetzung mit Orvieto-Wein gewaschen zu werden. Der Weißwein mit der Bezeichnung Orvieto Classico kommt aus dem Kerngebiet der Region mit der nachweislich höchsten potenziellen Qualität.

## Anbau
Die Weinanbauzone ist begrenzt auf:
- Orte in der Provinz Terni: Orvieto, Allerona, Alviano, Baschi, Castel Giorgio, Castel Viscardo, Ficulle, Guardea, Montecchio, Fabro, Montegabbione, Monteleone d’Orvieto und Porano und
- Orte in der Provinz Viterbo: Castiglione in Teverina, Civitella d’Agliano, Graffignano, Lubriano und Bagnoregio.

## Erzeugung
Die zugelassenen Rebsorten sind: mindestens 60 % Trebbiano Toscano (lokal auch „Procanico“ genannt) und Grechetto zu gleichen Teilen. Höchstens 40 % andere analoge Rebsorten, die für den Anbau in der Region Umbrien oder für die Provinz Viterbo zugelassen sind, dürfen zugesetzt werden.
Im Jahr 2017 wurden 75.229 Hektoliter DOC-Wein erzeugt (Produktionszahlen aus Umbrien und Latium zusammengefasst).

## Beschreibung
Laut Denomination: (Auszug)
- Farbe: mehr oder weniger intensives strohgelb
- Geruch: zart und angenehm
- Geschmack: trocken mit einem leicht bitteren Nachgeschmack; oder halbtrocken oder lieblich oder süß, fein, zart
- Alkoholgehalt: mindestens 11,5 Vol.-%, für „Superiore“ mind. 12,0 Vol.-%
- Säuregehalt: mind. 4,5 g/l
- Trockenextrakt: mind. 14,0 g/l